# Brandzeia
Brandzeia là một chi thực vật có hoa trong họ Đậu.